# Liekojärvi, Norrbotten
Liekojärvi är en sjö i Pajala kommun i Norrbotten och ingår i Torneälvens huvudavrinningsområde.